# Partit d'Unió Republicana de Mallorca
Partit d'Unió Republicana de Mallorca (PURM) fou un partit polític constituït a Palma pel setembre del 1896, escindit del Partit Republicà Democràtic Federal, al que acabà arraconant a les Illes Balears. El seu cap era Jeroni Pou i Magraner, antic membre del Partit Republicà Progressista.
Sorgí a partir del treball de Jeroni Pou vers la Unió Republicana que va aplegar les disperses forces republicanes de cara a les eleccions generals espanyoles de 1893 i aconseguí d'agrupar quasi la totalitat dels grups republicans de les Illes Balears. El seu òrgan de premsa era La Unión Republicana (1896-1904). Els principals dirigents, endemés de Jeroni Pou, foren Miquel Bonafe, Josep Estada, Juan Llopis, Antoni Masroig i Joan Pinya Forteza, creador del Casino d'Unió Republicana.
A les eleccions municipals de 1897, aconseguí dos regidors a Palma, quatre a Montuïri, dos a Esporles i dos més a Pollença. Antoni Villalonga Pérez fou nomenat president del partit, i Jeroni Pou i Bartomeu Horrac vicepresidents. Des del 1898 adoptà actituds autonomistes, i un dels seus dirigents, Lluís Martí i Ximenis, fou comissionat per l'ajuntament de Palma per a estudiar el concert econòmic. Un altre dirigent seu, Francesc Villalonga Fàbregues, el 1902 parlà en català al consistori de Palma, cosa que l'enfrontà al governador civil.
A les eleccions municipals de 1899 es presentà en coalició amb els liberals; va obtenir quatre regidors a Palma i representació als consistoris de Manacor, Pollença, Andratx, Capdepera i Llucmajor. A les eleccions generals espanyoles de 1901 el seu candidat Jeroni Pou fou el més votat a Palma, tot i no sortir escollit, i a les municipals del mateix any va obtenir 9 regidors a Palma, que augmentarien fins a 12 a les eleccions municipals de 1903, cosa que li va permetre dominar el consistori.
A les eleccions municipals de 1905 només va obtenir 4 regidors a Palma. Això provocà que es presentessin en coalició amb els liberals a eleccions municipals de 1909, i augmentaren a 6 regidors. A les eleccions de 1910 es presentaren dins la Conjunció Republicano-Socialista, i van obtenir dos regidors. El 1911 patí l'escissió del Partit Republicà Radical i el 1913 les restes del partit s'integraren en el Partit Autònom d'Unió Republicana de Mallorca.